# Slank dwerglopertje
Het slank dwerglopertje (Microvelia buenoi) is een wants uit de familie van de beeklopers (Veliidae). De soort werd het eerst wetenschappelijk beschreven door Carl John Drake in 1920.

## Uiterlijk
De zeer kleine smal ovaal gevormde wants heeft meestal geen vleugels (apteer) of is incidenteel langvleugelig (macropteer) en kan 1,5 tot 2 mm lang worden. Het halsschild is, net als de voorvleugels bij de langvleugelige varianten, donkerbruin en heeft stompe hoeken aan de zijkant. Over de voorkant van het halsschild loopt een smalle doorlopende lichte bruinrode band. 
De laatste twee delen van het borststuk, het mesonotum en metanotum zijn naar binnen gebogen. De mannetjes hebben één witte ovale vlek op de voorvleugels, de vrouwtjes hebben er twee.
Het slanke dwerglopertje lijkt op het zuidelijk dwerglopertje (Microvelia pygmaea), die heeft echter grijze vleugels (als hij macropteer is) en de lijn over het halsschild is onderbroken.  
Het slanke dwerglopertje lijkt ook op het gewone dwerglopertje (Microvelia reticulata), die heeft echter een lichte band bij de voorrand van het halsschild, die in het midden onderbroken is.

## Leefwijze
De soort overleeft de winter waarschijnlijk als volwassen wants. De volwassen dieren worden het hele jaar gevonden en de nimfen vanaf mei tot september. Dit zou er op kunnen duiden dat er twee generaties per jaar zijn. Ze geven de voorkeur aan de begroeide oeverzone van sloten, poelen en kanalen, liefst bij vegetatie met takken die in het water hangen. 

## Leefgebied
De soort is in Nederland vrij algemeen in veengebieden en in de rivierengebieden. Het verspreidingsgebied is Holarctisch.